# Konrad Wieznicky
Konrad Wieznicky, též Konrád Věžnický (28. listopadu 1810 Čáslav – 11. ledna 1861 Praha), byl rakouský politik z Čech, během revolučního roku 1848 poslanec Říšského sněmu.

## Biografie
Narodil se v Čáslavi. Po studiích se roku 1837 stal nezkoušeným purkmistrem v rodné Čáslavi, odkud byl roku 1846 jako zkoušený purkmistr přeložen do Dvora Králové. Roku 1849 se uvádí jako Konrad Wiežnický, starosta ve městě Dvůr Králové nad Labem. Funkci purkmistra Dvora Králové zastával v letech 1846–1849 jako poslední zkoušený purkmistr (před zavedením moderní formy obecní samosprávy). Wieznicky se jako starosta Dvora Králové zasloužil o rozvoj města a roku 1847 o vznik městské opatrovny. V jiném zdroji je zase ve 40. letech (v době pobytu K. H. Borovského v Rusku) uváděn jako prozatímní starosta Německého Brodu.
Během revolučního roku 1848 se zapojil do veřejného dění. V dubnu 1848 se stal jako starosta města i majorem místní Národní gardy. Ve volbách roku 1848 byl zvolen i na ústavodárný Říšský sněm. Zastupoval volební obvod Náchod. Tehdy se uváděl coby starosta. Řadil se k sněmovní pravici.
Spisovatel Josef Jahoda ve svém románu Havlíčkův máj nechal Karla Havlíčka Borovského pronést větu: „Jemnostpaní, pan purkmistr Věžnický, jak se má správně jmenovat, už podle jména je z českého rodu, a snad jeho paní matka neuměla po německu ani zahudrovat. A já, jemnostpaní, bych svou hlavu vsadil, že za pár let Broďáci se budou hanbit, že se za svou mateřskou řeč styděli.“
Roku 1849 bylo mu svěřeno řízení jedné sekce vyvazovací komise (tj. komise pro právní a majetkové vypořádání důsledků zrušení poddanství). Roku 1852 se stal radou zemského soudu a roku 1854 radou vrchního zemského soudu. Studie ve sborníku Stopami dějin Náchodska nevylučuje, že Wieznicky měl podíl na tom, že při ustavení moderního systému státní správy roku 1850 byl Dvůr Králové vybrán za sídlo okresu. V roce 1861 se uvádí, že v Praze zemřel 11. ledna 1861 ve věku 51 let na ochrnutí mozku Konrád Věžnický, rada při c. k. zemském soudu.